# ابرهارد روش
ابرهارد روش (آلمانی: Eberhard Rösch؛ زادهٔ ۹ آوریل ۱۹۵۴) ورزشکار دوگانه اهل آلمان است.